# Sierra de la Huerta
Sierra de la Huerta är en bergskedja i Argentina.   Den ligger i provinsen San Juan, i den centrala delen av landet, 900 km väster om huvudstaden Buenos Aires.
Sierra de la Huerta sträcker sig 56 km i nord-sydlig riktning. Den högsta toppen är Cerro las Chicas, 2 634 meter över havet.
Topografiskt ingår följande toppar i Sierra de la Huerta:
- Cerro Corral de Piedra
- Cerro las Chicas
- Cerro los Barros
- Cerro Rosado
- Cerro San Agustín
- Cerro Tigre
- Cerro Tres Mojones
- Cerro Tres Puntas
- Sierra la Cortadera

Omgivningarna runt Sierra de la Huerta är i huvudsak ett öppet busklandskap. Trakten runt Sierra de la Huerta är nära nog obefolkad, med mindre än två invånare per kvadratkilometer.